# 中国国际广播电台日语广播
中国国际广播电台日语广播（日语：中国国際放送局日本語放送）是中国国际广播电台的主要对外广播语种频道之一，于1941年开播，为中国国际广播电台最初开播的广播频道。每天播出8小时，通过中波、短波及网络广播。广播覆盖范围为中国东部、朝鲜半岛部分地区、日本，并定期和日本放送协会（NHK）交换广播节目。

## 概况
在开播初期，节目的主要内容是反军国主义宣传。在文化大革命期间，节目以播放红色歌曲为主。在改革开放后，以播放娱乐性节目为主。在2000年以后，开始播放大量经济类节目。

## 历史
- 1941年12月3日 - 开播，每天播放15分钟的节目，呼号延安新华广播电台，首位播音员为日籍八路军女兵原清志（后加入中国国籍）[1]。
- 1949年10月1日 - 广播开始曲改用中华人民共和国国歌。
- 1950年4月10日 - 对外呼号变为北京广播电台，同时呼号声配乐是《东方红》[2]。
- 1962年4月 - 开设汉语讲座。
- 1993年1月1日 - 改称中国国际广播电台。
- 2000年 - 开通网站。
- 2011年12月3日 - 庆祝日语广播开播70周年[3]。
- 2020年10月12日起，CGTN与中国国际广播电台日语部合作，每周一至周五在CRI日语官网播出一节CGTN日语新闻，节目由CRI制作。[4]
- 2024年起，CRI国际在线日语官网随统一调整改版，并增加CGTN标识。

## 主要节目
（2022年1月时点）
- 《新闻》（ニュース）
- 《中国语教室》（中国語講座）
- 《Highway北京》（ハイウェイ北京）

## 收听频率
以下时间以北京时间（UTC+8）为准，自2024年3月31日开始实施。
| 播音時間    | 播音频率 （kHz） |
| 06:00-08:00 | 11770 13640      |
| 18:00-19:00 | 7325 11620       |
| 19:00-21:00 | 1044 7325 11620  |
| 21:00-22:00 | 1044 7325 7410   |
| 22:00-23:00 | 1044 7360 7410   |
| 23:00-24:00 | 1044 7410 9585   |

- 1044kHz在位于江苏省常州市广电总局623台发射，发射功率600kW。该频率在日本中部地方可能会因遭到CBC电台（AM1053kHz）的邻频干扰而收听困难。

## 其他
中国国际广播电台日语广播每次播音开始时的呼号为（这里是北京广播电台、中国国际广播电台），即首先是中国国际广播电台的旧台呼“北京广播电台”（／），之后才是“中国国际广播电台”（／）。